# Noriko Sakai
Noriko Sakai (jap. 酒井法子 Sakai Noriko; ur. 14 lutego 1971) – japońska gwiazda muzyki pop, a także popularna aktorka.

## Życiorys
Noriko urodziła się w Fukuoce na Kiusiu.
W wieku 15 lat wzięła udział w Konkursie fryzur. Zakwalifikowała się do szczebla krajowego zawodów jako reprezentantka regionu Kiusiu. Chociaż nie zdobyła na nich pierwszego miejsca, wygrała tam swoją główną nagrodę – podpisała kontrakt z wytwórnią Sun Music.
Jej pierwszy singel ukazał się 5 lutego 1987 i nosił tytuł Otoko no ko ni naritai (Chcę być chłopcem).
Noriko próbowała swoich sił także jako aktorka. W roku 1995 otrzymała główną rolę kobiecą w serialu Hoshi no kinka – występowała jako głuchoniema Aya Kuramoto pracująca w szpitalu na wyspie Hokkaido. Specjalnie do tej roli Noriko nauczyła się języka migowego. Serial emitowano trzy sezony.
Noriko zagrała też w kilku filmach długometrażowych, między innymi w oryginalnej wersji Ju-on: The Grudge 2.
W roku 2003 otworzyła sieć butików sprzedających produkty odzieżowe pod własną marką PP rikorino (czyt. pi-pi-rikorino).

## Dyskografia
- Fantasia – Noriko part 1
- Guanbare – Noriko part 2
- Guanbare CDV Special
- Times – Noriko part 3
- Yumeboken Noriko Special
- Blue Wind – Noriko part 4
- My Dear – Noriko part 5
- Singles – Noriko Best
- White Girl – Noriko part 6
- Sweet'n Bitter – Noriko part 7
- CD-File 1
- CD-File 2
- CD-File 3
- Magical Montage Company
- Sentimental Best
- Manmoth
- Singles Noriko Best II
- Anata-ga Michite yuku
- Natural Best
- 10 Songs
- Watercolour
- Twin Best (podwójny album)
- HoHoe
- Soundtracks – Hoshi no Kinka (Niema dziewczynka)
- In Snowflakes
- Workout Fine
- Asian Tour Special – Asian Collection '98
- Pure Collection
- Singles – Noriko Best III
- ASIA2000 – Words of Love
- Moments
- Best Selections

### Single
| Rok  | Tytuł | Najwyższa pozycja | Album |
| Rok  | Tytuł | JPN (Oricon)      | Album |
| ---- | --- | ----------------- | ----- |
| 1987 | „Nagisa no Fantasy” (jap. 渚のファンタシィ Nagisa no fantashi)                                                     |                   |       |
| 1987 | „Yume bōken” (jap. 夢冒険)                                                                                         |                   |       |
| 1988 | „GUANBARE” |                   |       |
| 1988 | „1 oku no Smiles -PLEASE YOUR SMILE-” (jap. 1億のスマイル-PLEASE YOUR SMILE- 1 oku no sumairu -PLEASE YOUR SMILE-) |                   |       |
| 1988 | „Nori pī ondo” (jap. のりピー音頭)                                                                                 |                   |       |
| 1988 | „HAPPY AGAIN” |                   |       |
| 1989 | „Sayonara o sugite” (jap. さよならを過ぎて)                                                                        |                   |       |
| 1989 | „All Right” |                   |       |
| 1990 | „Kōfuku nante hoshikunai wa” (jap. 幸福なんてほしくないわ)                                                         |                   |       |
| 1990 | „Diamond ☆ Blue” (jap. ダイヤモンド☆ブルー Daiyamondo ☆ burū)                                                      |                   |       |
| 1990 | „Hohoemi o mitsuketa” (jap. 微笑みを見つけた)                                                                      |                   |       |
| 1990 | „Eve no tamago” (jap. イヴの卵 Ivu no tamago)                                                                      |                   |       |
| 1991 | „Anata ni tenshi ga mieru toki” (jap. あなたに天使が見える時)                                                      |                   |       |
| 1991 | „Montage” (jap. モンタージュ Montāju)                                                                              |                   |       |
| 1991 | „Namida ga tomaranai” (jap. 涙がとまらない)                                                                        |                   |       |
| 1992 | „Karui kimochi no Julia” (jap. 軽い気持ちのジュリア Karui kimochi no Juria)                                        |                   |       |
| 1992 | „Nagisa no Pitecan Trops” (jap. 渚のピテカントロプス Nagisa no pitekantoropusu)                                    |                   |       |
| 1992 | „Tabun Taboo” (jap. たぶんタブー Tabun tabū)                                                                       |                   |       |
| 1993 | „Anata ga michite yuku” (jap. あなたが満ちてゆく)                                                                  |                   |       |
| 1993 | „Egao ga wasurerarenai” (jap. 笑顔が忘れられない)                                                                  |                   |       |
| 1994 | „Sasowarete...” (jap. 誘われて…)                                                                                   |                   |       |
| 1995 | „Aoi usagi” (jap. 碧いうさぎ)                                                                                      |                   |       |
| 1996 | „Here I am: Nakitai toki wa nakeba ii” (jap. Here I am～泣きたい時は泣けばいい～)                                  |                   |       |
| 1996 | „Kagami no Dress” (jap. 鏡のドレス Kagami no doresu)                                                               |                   |       |
| 1997 | „Namida iro” (jap. 涙 色)                                                                                          |                   |       |
| 1998 | „Yokogao” (jap. 横 顔)                                                                                             |                   |       |
| 1999 | „PURE” |                   |       |
| 2000 | „WORDS OF LOVE” |                   |       |
| 2000 | „miracle” |                   |       |
| 2004 | „Tenka muteki no ai” (jap. 天下無敵の愛)                                                                           |                   |       |
| 2007 | „Sekaijū no dare yori kitto” (jap. 世界中の誰よりきっと)                                                           | 44                |       |

## Filmografia
- Hitotsu yane no shita (Pod jednym dachem, serial), 1993
- Longing For The Old You (serial), 1994
- Hoshi no kinka (serial), 1995
- Seija no koushin (Kiedy święci maszerują, serial), 1998
- Tenshi ga kieta machi (Miasto czystych dusz, serial), 2000
- Honke no Yome (Moje małżeństwo, serial), 2001
- Toshiie to Matsu (serial), 2002
- Toshiie to matsu: kaga hyakumangoku monogatari, 2002
- Ju-on: The Grudge 2, 2003
- Mukodono 2003 (serial), 2003
- Yogen, 2004
- Munraito jierifisshu, 2004
- Fight (serial), 2005
- I Am Nipponjin, 2006
- Maru maru chibi maruko chan (serial), 2007